# Christine Darden

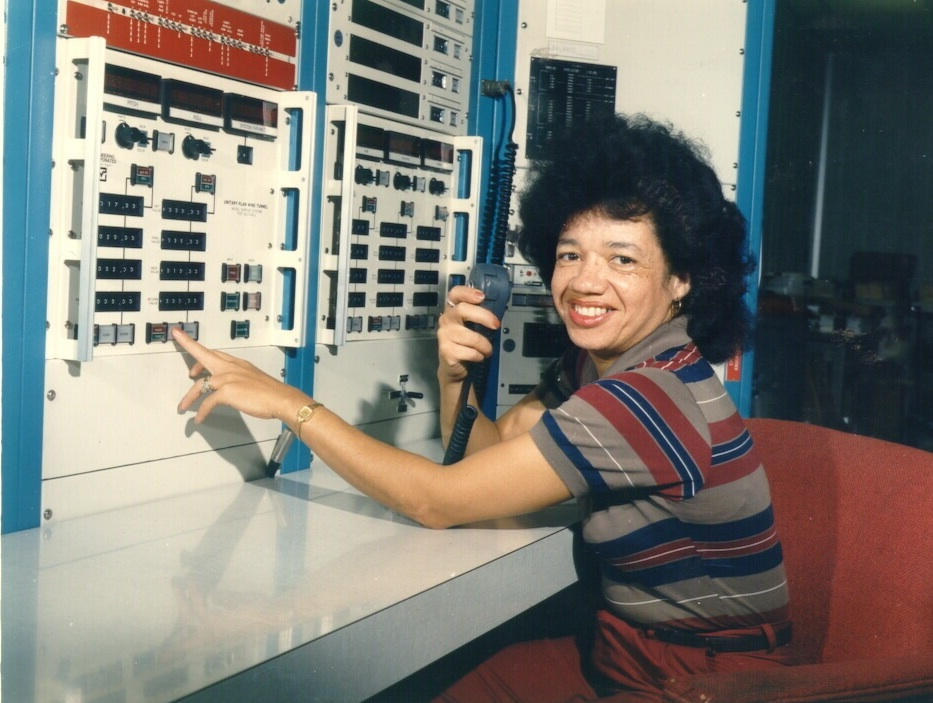
Christine Darden im Kontrollraum des NASA Langley Unitary Plan Wind Tunnels im Jahr 1975

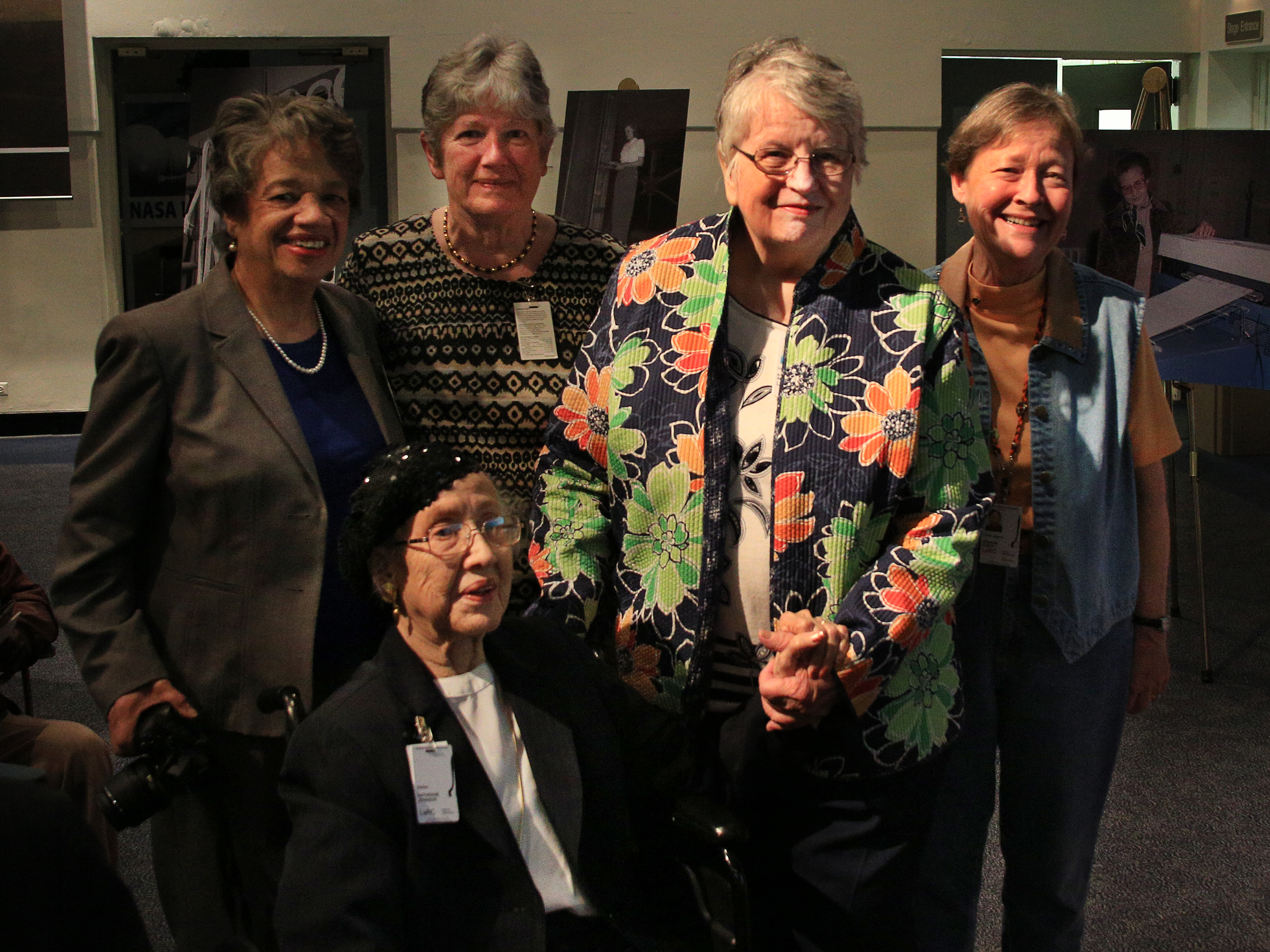
Menschliche Berechnerinnen der NASA – von links: Christine Darden – Katherine Johnson – Janet Stephens – Katherine Smith – Sharon Stack

 Christine Darden, geb. Mann (* 10. September 1942 in Monroe (North Carolina)) ist eine US-amerikanische Mathematikerin und Luft- und Raumfahrtingenieurin. Sie ist die erste afroamerikanische Frau in Langley, die in den Senior Executive Service befördert wurde, den höchsten Rang im föderalen öffentlichen Dienst.

## Leben und Werk
Darden war das jüngste von fünf Kindern des Versicherungsagenten Noah Horace Sr. und der Grundschullehrerin Desma Chaney Mann. Sie besuchte die Winchester Avenue High School und wechselte dann zur Allen High School, einem methodistischen Internat (ehemals Allen School for Negro Girls) in Asheville, North Carolina. Nach ihrem Schulabschluss 1958 erhielt sie ein Stipendium für das Hampton Normal and Agricultural Institute. 1962 erwarb sie den Bachelor-Abschluss in Mathematik und das Lehrzertifikat vom Hampton Institute, der heutigen Hampton University. Von 1962 bis 1963 war sie Mathematiklehrerin an der Russell High School in Lawrenceville (Virginia). 1963 heiratete sie Walter L. Darden Jr., einen Lehrer für Naturwissenschaften. Von 1964 bis 1965 unterrichtete sie an der Norcom High School in Portsmouth. 1965 wurde sie wissenschaftliche Mitarbeiterin am Virginia State College, studierte Aerosolphysik und  erwarb 1967 dort ihren Master-Abschluss in Angewandter Mathematik.
Anschließend war sie Datenanalystin für die NASA am Langley Research Center und wurde 1973 zur Luft- und Raumfahrtingenieurin befördert. 1983 promovierte sie in Ingenieurwissenschaften an der George Washington University. 1989 wurde sie zur technischen Leiterin der Sonic Boom Group der NASA der Abteilung für Fahrzeugintegration des Hochgeschwindigkeitsforschungsprogramms ernannt, wo sie für die interne Entwicklung des Sonic-Boom-Forschungsprogramms verantwortlich war. Im Sonic-Boom-Team arbeitete sie an Entwürfen, um die negativen Auswirkungen von Überschallknallen wie Lärmbelästigung und Abbau der Ozonschicht zu verringern. Ihr Team testete neue Flügel- und Bugdesigns für Überschallflugzeuge. Sie entwarf auch ein Computerprogramm zur Simulation von Überschallknallen. Das Programm wurde von der Regierung 1998 abgesagt. In einer 1998 von Darden veröffentlichten Zusammenfassung wird das Programm als „Technologien für die Entwicklung eines umweltfreundlichen, wirtschaftlich tragfähigen zivilen Hochgeschwindigkeitsverkehrs“ beschrieben.
1994 wurde sie stellvertretende Programmmanagerin des TU-144-Experimentierprogramms, ein Element des Hochgeschwindigkeitsforschungsprogramms der NASA. 1999 wurde sie zur Direktorin im Programmmanagementbüro des Aerospace Performing Center des Langley Research Center ernannt, wo sie für die Langley-Forschung im Bereich Flugverkehrsmanagement und andere Luftfahrtprogramme verantwortlich war, die in anderen NASA-Zentren verwaltet wurden. Darüber hinaus war Darden als technische Beraterin bei zahlreichen staatlichen und privaten Projekten tätig und Autorin von mehr als fünfzig Veröffentlichungen auf dem Gebiet der Konstruktion von Hochauftriebsflügeln in den Bereichen Überschallströmung, Klappendesign, Vorhersage von Schallauslegern und Minimierung von Schallauslegern.
2007 ging Darden als Direktorin des Büros für strategische Kommunikation und Bildung von der NASA in den Ruhestand.
Sie ist eine von vier Frauen, die in dem 2016 erschienenen Buch „Hidden Figures“ vorgestellt werden, welches das Leben afroamerikanischer Frauen bei der NASA in den 1930er bis 1960er Jahren aufzeichnet. Alle vier Frauen wurden 2019 mit der Congressional Gold Medal geehrt.

## Auszeichnungen (Auswahl)
- 1985: Dr. A. T. Weathers Technical Achievement Award, National Technical Association
- 1987: Candace Award, National Coalition of 100 Black
- 1988: Black Engineer of the Year Award, US Black Engineer & Technology Magazins.
- 1989, 1991, 1992: Certificate of Outstanding Performance, Langley Research Center
- 2002: Virginia Women in History-Preisträgerin, Virginia Foundation for Women und Delta Kappa Gamma Society International[9]
- 2018: Presidential Citizenship Award, Hampton University
- 2018: honorary degree, North Carolina State University
- 2019: honorary degree, George Washington University
- 2019: Congressional Gold Medal[10]
- 2023: Mitglied der National Academy of Engineering